# The Chronicles of Life and Death
Albums de Good Charlotte
Live at Brixton Academy
(2004) Good Morning Revival
(2007)
The Chronicles of Life and Death est le troisième album du groupe de punk rock américain Good Charlotte, sorti le 11 octobre 2004. Cet album fut édité en deux versions différentes : une version « Life » et une version « Death » avec deux pochettes différentes et une piste bonus spéciale. Il a été convenu que cette opération de double version relevait d'un coup marketing visant à faire acheter aux fans l'album deux fois.
Musicalement, cet album, plus réfléchi et approfondi que les précédents, découvre une autre face des Good Charlotte, plus « pop ». Cependant, on retrouve toujours ici les ingrédients du groupe comme des textes suicidaires (« S.O.S. ») et des chansons destinées au père des Madden qui les a quitté alors que les jumeaux étaient encore enfants (« Wounded »).
The Chronicles of Life and Death ne fut pas aussi bien accueilli par les fans du groupe que son prédécesseur, The Young and the Hopeless, étant considéré comme plus mûr, plus sombre et surtout moins punk-rock. Il s'est néanmoins vendu à deux millions d'exemplaires à travers le monde. Le titre Predictable vit son clip réalisé par Tim Burton.

## Liste des pistes
1. Once Upon a Time: The Battle of Life and Death (2:24)
2. The Chronicles of Life and Death (3:03)
3. Walk Away (Maybe) (3:20)
4. S.O.S. (3:42)
5. I Just Wanna Live (2:46)
6. Ghost of You (4:50)
7. Predictable (3:11)
8. Secrets (3:53)
9. The Truth (3:56)
10. The World Is Black (3:06)
11. Mountain (4:33)
12. We Believe (3:51)
13. It Wasn't Enough (3:24)
14. In This World (Murder) (5:27)
15. Pistes bonus :
  - Falling Away (5:29) (dans la version "Life")
  - Meet My Maker (5:28) (dans la version "Death")
16. Predictable (Japanese Version) (3:11) (dans la version japonaise)
17. Wounded (3:09) (piste cachée)

## Musiciens
- Joel Madden : chant (lead)
- Benji Madden : guitare, chant (add.)
- Billy Martin : guitare
- Chris Wilson : batterie
- Paul Thomas : basse

## Charts

### De l'album
| Chart               | Position |
| ------------------- | -------- |
| The Billboard 200   | 3        |
| Top Canadian Albums | 2        |
| Top Internet Albums | 1        |

### Des singles extraits
| Année | Single            | Chart              | Position |
| ----- | ----------------- | ------------------ | -------- |
| 2004  | I Just Wanna Live | Top 40 Mainstream  | 36       |
| 2004  | Predictable       | Modern Rock Tracks | 28       |
| 2004  | Predictable       | Top 40 Mainstream  | 20       |